# قائمة مساجد سوريا
لمزيد من المعلومات، انظر قائمة جوامع ومساجد دمشق

## مساجد دمشق
- جامع بني أمية الكبير (الجامع الأموي)
- مسجد الإيمان
- مسجد الثناء
- مسجد زيد
- مسجد الشيخ عبد الكريم الرفاعي
- مسجد لالا باشا
- مسجد بعيرة
- مسجد الأكرم
- مسجد أبي النور
- مسجد الحيوطية
- مسجد النور
- مسجد الثرية
- مسجد الذهبية
- مسجد إبراهيم الخليل
- مسجد العرفان
- مسجد التقوى
- مسجد هلال
- مسجد الدقاق

## مساجد حمص
- جامع خالد بن الوليد
- الجامع النوري الكبير
- جامع الأربعين
- جامع الدالاتي
- جامع أبي الفضائل

## مساجد حلب
- المسجد الأموي في حلب
- مسجد الفرقان
- مسجد التوحيد
- مسجد الرحمن (حلب)

## مساجد حماة
- الجامع الأعلى الكبير
- جامع أبي الفداء (الحيايا)
- جامع النوري
- جامع المحبة (الشيخ علوان)
- مسجد عمر بن الخطاب (حماة)
- مسجد محمد الحامد
- مسجد النبي نوح
- مسجد الحسنين
- جامع المحسنيين
- مسجد الإحسان
- مسجد مصطفى جابر
- مسجد الشريعة
- مسجد المدفن
- مسجد السلطان
- مسجد الزاوية السفاحية
- مسجد الزاوية الشرابية
- مسجد العبيسي
- مسجد خالد بن الوليد
- جامع عامر بن أبي عبيدة الجراح
- جامع الشرقي
- مسجد جعفر بن ابي طالب
- جامع الدنوك
- مسجد عبد الرحمن بن عوف
- مسجد الأحدب
- جامع بلال الحبشي
- مسجد بر الوالدين
- مسجد أبو بكر الصديق
- مسجد الإمام علي بن أبي طالب
- جامع عثمان بن عفان

## مساجد اللاذقية
- جامع الرحمن (الطابيات) في الطابيات
- جامع البيرقدار في الطابيات
- جامع أبي الدرداء في الطابيات
- جامع أبو بكر الصديق الشيخ ضاهر
- جامع العجان الشيخ ضاهر
- جامع الشيخ ضاهر الشيخ ضاهر
- جامع الروضة المشروع الثاني
- جامع الرحمن في حي علي جمال
- جامع المغربي الأثري في حي القلعة
- جامع ياسين (حي القلعة) في حي القلعة
- جامع ياسين (مشروع الأوقاف) في مشروع الأوقاف
- جامع صوفان شارع القوتلي
- جامع الجود حي العوينة
- جامع عبادة بن الصامت في حي العوينة
- جامع العوينة حي العوينة
- جامع خالد بن الوليد شارع العروبة طريق الحرش
- جامع الزوزو مشروع الصليبة
- جامع الحمد مشروع الصليبة
- جامع الحسين مشروع الصليبة
- جامع الصليبة حي الصليبة
- جامع الفتاحي حي الصليبة
- جامع الكبير الأثري حي الصليبة
- جامع الضحى حي الصليبة
- جامع الخشخاش حي الصليبة
- جامع المشاطي حي الصليبة
- جامع رسلان باشا حي الصليبة
- جامع غريب حي الصليبة
- جامع الجديد حي الصليبة
- جامع البطرني حديقة البطرني
- جامع عمر بن الخطاب (شارع المغرب العربي)
- جامع الطريفي شارع المغرب العربي
- جامع العقدة عند مقبرة الروضة
- جامع المينا داخل ميناء اللاذقية
- جامع انجرو ساحة حلوم
- جامع الأسعد حي قنينص

هذه قائمة المساجد في سوريا.
| الاسم                    | الصور | المدينة | السنة | G | Remarks                                                                       |
| ------------------------ | ----- | ------- | ----- | - | ----------------------------------------------------------------------------- |
| الأموي                   |       | حلب     | 715   | U | Shrine of Zechariah, father of يوحنا المعمدان                                 |
| السيدة زينب (ريف دمشق)   |       | دمشق    | 682   | U | Shrine of زينب بنت علي بن أبي طالب                                            |
| مقام السيدة زينب         |       | دمشق    | ?     | U | Shrine of رقية بنت الحسين, the youngest daughter of الحسين بن علي بن أبي طالب |
| التكية السليمانية (دمشق) |       | دمشق    | ?     | U |                                                                               |
| جامع النبي هابيل         |       | دمشق    | ?     | U | Tomb of نيلز هنريك أبيل, son of Prophet آدم                                   |
| الجامع الأموي            |       | دمشق    | 715   | U | قائمة مساجد حول العالم                                                        |
| جامع سنان باشا           |       | دمشق    | 1590  | U |                                                                               |
| جامع الأقصاب             |       | دمشق    | 1234  | U |                                                                               |
| مسجد درويش باشا          |       | دمشق    | 1574  | U |                                                                               |
| مسجد الفضائل             |       | حمص     | 1062  | U |                                                                               |
| جامع النوري              |       | حمص     | 1129  | U |                                                                               |